# Thersamonia infracana
Thersamonia infracana är en fjärilsart som beskrevs av Ruggero Verity 1946. Thersamonia infracana ingår i släktet Thersamonia och familjen juvelvingar. Inga underarter finns listade i Catalogue of Life.